# Linda Grubben
Linda Grubben, född Tjørhom 13 september 1979 i Stavanger, är en norsk före detta skidskytt.
Under sin aktiva karriär vann Grubben åtta världscuptävlingar och totalt sex världsmästerskapsmedaljer
och ett OS-silver i Salt Lake City 2002. Efter VM i Antholz-Anterselva 2007 meddelade Grubben att hon valt att sluta med sporten.
Hon har tagit 22 pallplatser i världscupen.